# 內瑟爾普富爾湖
53°12.80928′N 13°18.54012′E / 53.21348800°N 13.30900200°E

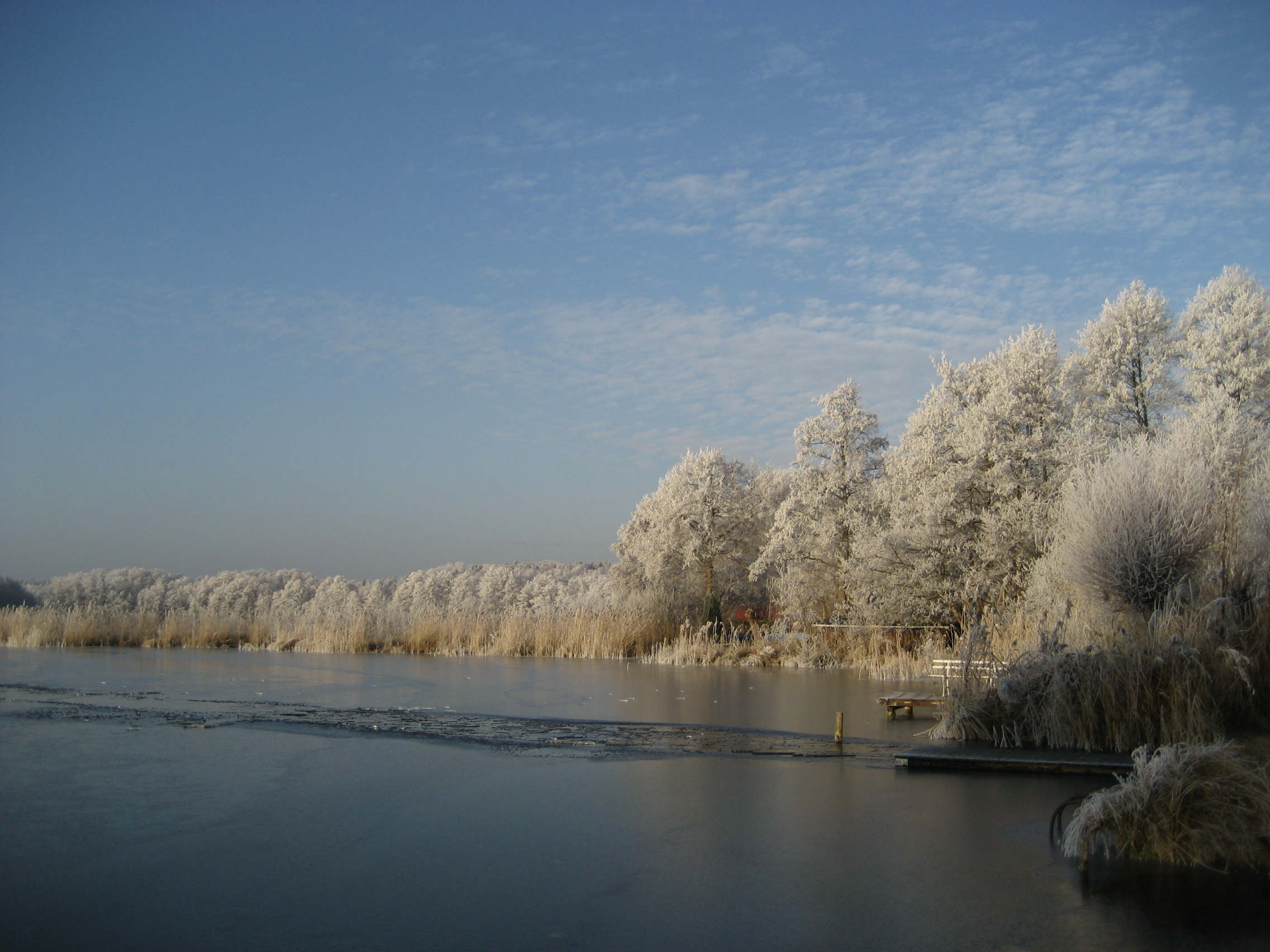

內瑟爾普富爾湖（德語：Nesselpfuhl），是德國的湖泊，位於該國西南部，由勃蘭登堡州負責管轄，處於烏克馬克縣，面積0.2平方公里，海拔高度53米，最大水深6米。